# Circotettix coconino
Circotettix coconino är en insektsart som beskrevs av Rehn, J.A.G. 1921. Circotettix coconino ingår i släktet Circotettix och familjen gräshoppor. Inga underarter finns listade i Catalogue of Life.